# Them Crooked Vultures (album)
| Recensione | Giudizio |
| ---------- | -------- |
| AllMusic   | [ 1 ]    |

Them Crooked Vultures è il primo album in studio del gruppo musicale Them Crooked Vultures, pubblicato il 17 novembre 2009 dalla RCA Records. Il primo singolo estratto dall'album, "New Fang", è stato pubblicato il 26 ottobre 2009, seguito da "Mind Eraser, No Chaser" il 3 novembre. L'album ha debuttato al numero 12 della Billboard 200, vendendo 70.000 copie negli Stati Uniti nella sua prima settimana.

## Accoglienza
Su Metacritic, l'album ha ricevuto un Metascore di 75 sulla base di 23 recensioni, che indica recensioni generalmente favorevoli. Rhapsody lo ha ritenuto il 19º miglior album del 2009. Greg Kot, recensore del Chicago Tribune, è stato particolarmente lusinghiero nei confronti del disco, dandogli una valutazione di 3.5/4, e scrivendo che [nel disco] "Riff cattivi e melodie appiccicose sono ovunque". Ha anche elogiato il polistrumentista John Paul Jones, osservando che la sua "padronanza della trama, sia sul clavinet funky in 'Scumbag Blues,' sia sul pianoforte classico di 'Spinning in Daffodils' o nella chitarra slide in 'Reptiles,' è l'arma segreta della band". Steven Hyden degli A.V. Club ha detto che l'album del gruppo "non eguaglia la notevole imponenza dei suoi antenati (i già citati Led Zeppelin, Nirvana e Queens of the Stone Age); suona come un disco di secondo livello dei Queens Of The Stone Age", e che "avrebbe potuto stare comodamente sotto la solita bandiera di Homme". Ha fatto però, lodarlo per essere "un disco fottutamente divertente" e assegnato un B +, aggiungendo che "Il più grande piacere di Them Crooked Vultures è sentire tre musicisti estremamente dotati lasciarsi andare così rapidamente e facilmente su canzoni costruite su riff semplici che suonano come se fossero stati inventati per gioco cinque minuti prima."

## Tracce
Testi e musiche di Them Crooked Vultures.
1. No One Loves Me & Neither Do I – 5:10
2. Mind Eraser, No Chaser – 4:06
3. New Fang – 3:48
4. Dead End Friends – 3:15
5. Elephants – 6:49
6. Scumbag Blues – 4:27
7. Bandoliers – 5:42
8. Reptiles – 4:15
9. Interlude with Ludes – 3:44
10. Warsaw or the First Breath You Take After You Give Up – 7:50
11. Caligulove – 4:55
12. Gunman – 4:46
13. Spinning in Daffodils – 7:28

Durata totale: 66:15

## Formazione
Them Crooked Vultures
- Josh Homme – voce, chitarra, produzione
- John Paul Jones – basso, tastiere
- Dave Grohl – batteria

Personale di studio
- Alan Moulder - registrazione, missaggio
- Alain Johannes - registrazione di "Dead End Friends", "Reptiles", e "Interlude con Ludes", cori
- Justin Smith - assistenza alla registrazione, anche Justin di "Fresh Pots" con Dave Grohl
- Chris Kaysch - assistenza alla missaggio
- Brian Gardner - mastering
- Mike Bozzi - assistenza al mastering

Altri
- Liam Lynch – artwork, graphic design
- Morning Breath – direzione artistica